# Петренко, Елизавета Фёдоровна
Елизаве́та Фё́доровна Петре́нко ― российская советская певица, актриса, педагог, Заслуженный деятель искусств РСФСР (1944).

## Биография
Родилась 23 ноября (5 декабря) 1880 года в городе Ахтырка, Российская империя. Отец её был служащим земской управы.
Окончила гимназии в Харькове, выступала в концертах и ученических спектаклях. В 1902—1905 годах обучалась пению в Петербургской консерватории в классе педагога Н. А. Ирецкой и в оперном классе И. И. Палечека. В 1905 году покинула консерваторию в знак протеста против увольнения Николая Римского-Корсакова, однако дирекция дала ей возможность сдать выпускные экзамены 26 апреля 1906 года, окончила консерваторию с малой золотой медалью. Затем совершенствовалась в вокальном искусстве у К. Ферни-Джиральдони, уроки ритмики и танца брала у М. М. Фокина.
С 1905 по 1915 годы служила солисткой Мариинского театра, где её дебют произошёл 25 апреля 1905 года в партии Далилы — «Самсон и Далила». В 1907—1910 годах с большим успехом гастролировала вместе с Фёдором Шаляпиным в «Русских сезонах» Сергея Дягилева в Риме, Париже. В 1908 году получила орден Серебряной Пальмы Парижской академии и в том же году была приглашена в «Гранд-Опера», где выступила в партии Маддалены («Риголетто»). Затем гастролировала в Лондоне (1911), Монте-Карло (1912) и снова в Лондоне (1913). 
В 1913 и 1914 годах гастролировала в Большом театре в Москве. В 1915—1917 годах певица выступала Народном доме в Петрограде, в 1917—1918 годах в петроградском Театре музыкальной драмы, в 1921—1922 годах была солисткой и режиссёром московского Театра музыкальной драмы. 
Её репертуар насчитывал 63 партии (на сцене Мариинского театра спела свыше 40 партий в 621 спектакле). Петренко обладала ровным, во всех регистрах мощным голосом редкого по красоте и мягкости тембра, высокой музыкальной культурой, ярким драматическим дарованием, имела эффектную сценическую внешность. 
Весной 1918 года находилась на родине и была отрезана от Петрограда событиями гражданской войны. В этом году изредка давала концерты на Юге России. В 1919 году давала концерты в городах Харьков, Ростов-на-Дону, Екатеринодар, Новороссийск, Анапа, Минеральные Воды, Грозный, Владикавказ.
В 1919—1921 годах вела педагогическую деятельность профессором в Екатеринодарской консерватории, в 1922—1925 преподавала в московском частном училище В. Зограф-Плаксиной, в 1922—1948 — в Музыкальном училище при Московской консерватории, в 1925 - педагог-вокалист в Студии имени Ф.И. Шаляпина, в 1926—1927 — в Студии имени А. В. Луначарского, в 1927—1933 — в Центральном техникуме театрального искусства, в 1928—1930 — в Государственном музыкальном текникуме имени Гнесиных.
С 1929 по 1950 год была ведущим педагогом в Московской консерватории (с 1935 профессор, возглавила кафедру). Также в 1935—1938 — в Музыкальном техникуме имени А. К. Глазунова. В 1932—1934 годах занималась с группой вокалистов на радио. Принимала участие в работе Всесоюзной конференции вокальных педагогов и ученых (1937). Записала свыше 20 грампластинок.
За большой вклад в развитии оперного искусства Елизавета Фёдоровна Петренко в 1944 году удостоена почётного звания «Заслуженный деятель искусств РСФСР». В 1944 году награждена Орденом Трудового Красного Знамени.
Умерла 26 октября 1951 года в Москве. Похоронена на Новодевичьем кладбище.

## Театральные работы
- Флосхильда (Золото Рейна)
- Керкота (Наль и Дамаянти)
- Тизба (Анджело)
- Мамка (Борис Годунов)
- Власьевна (Псковитянка)
- 1-я одалиска (Юдифь)
- Марфа (Хованщина)
- Ганна (Майская ночь)
- Кончаковна (Князь Игорь)
- Марина (Добрыня Никитич)
- Марина Мнишек (Борис Годунов)
- Солоха (Черевички)
- Графиня (Пиковая дама)
- Любаша (Царская невеста)
- Лель (Снегурочка)
- Весна-красна (Снегурочка)
- Амнерис (Аида)
- Кармен
- Далила (Самсон и Далила) и многие другие партии.